# Saal an der Donau
Saal an der Donau je obec v Dolním Bavorsku v německé spolkové zemi Bavorsko. Leží na pravém břehu Dunaje v okrese Kelheim, jen několik kilometrů východně od města Kelheim. Má přibližně pět a půl tisíce obyvatel.
V obci je nádraží, kde z Dunajské železnice odbočuje krátká slepá trať do Kelheimu. Je zde přístav na Dunaji.
Obcí také prochází varianta Dunajské cyklostezky (hlavní trasa vede v těchto místech po druhém břehu).

## Administrativní dělení
Části obce jsou:
- Buchhofen
- Reißing
- Mitterfecking
- Peterfecking
- Oberfecking
- Einmuß
- Seilbach
- Oberschambach
- Unterschambach
- Oberteuerting
- Unterteuerting
- Kleinberghofen
- Gstreifet
- Kleingiersdorf